# Gonzalo Ronquillo
Don  Gonzalo Ronquillo de Peñaloza  (Arévalo, ? – Manilla, 10 maart 1583) was een Spaans koloniaal bestuurder en de vierde gouverneur-generaal van de Filipijnen.
Ronquillo was alguazil-mayor in de audiencia van Nieuw-Spanje van 1572 tot 1575. In ruil voor het het ronselen en vervoeren van 600 kolonisten naar de Filipijnen, werd Ronquillo door de koning voor het leven benoemd tot gouverneur-generaal van het land. Bovendien kreeg hij het recht om zelf een opvolger uit te kiezen. Begin 1579 vertrok Ronquillo uit Spanje. Toen hij op 24 februari 1580 Panama verliet richting de Filipijnen, waren door overlijden en desertie nog slechts 340 kolonisten over. Op 1 juni 1580 arriveerde Ronquillo in de Filipijnen..
In zijn periode als gouverneur-generaal werd Domingo de Salazar geïnstalleerd als de eerste bisschop van Manilla in 1581. In 1581 stichtte hij de stad Arevalo op Panay. Ook werd onder zijn leiding de provincie Cagayan in het noorden van Luzon onder controle van Spanje gebracht. Tegelijkertijd werd daar een Japanse piraat, die zich hier had gevestigd, met zijn mannen verdreven. Bovendien werd daar, aan de monding van de rivier de Cagayan, de stad Nueva Segovia gesticht (niet te verwarren met het latere (aarts)bisdom Nueva Segovia. Verder stuurde hij zijn neef Don Juan Ronquillo del Castillo met een schip op uit om een zuidelijk route naar Nieuw-Spanje te vinden. Deze missie mislukte echter, omdat hij strandde bij Nieuw-Guinea en zich door vele zware stormen gedwongen zag terug te keren naar de Filipijnen. Hij voerde bovendien import- en exportbelastingen in. Geïmporteerde goederen vanuit China en geëxporteerde goederen naar Nieuw-Spanje werden voortaan met respectievelijk 2 en 3 procent belast. Hoewel hij dit besluit zonder toestemming van de koning had genomen, bleven de belastingen ook na zijn dood gehandhaafd. Ronquillo trad ook op tegen de misstanden door overheidsdienaren en geestelijken. Hij geloofde dat hervormingen in de Filipijnen alleen bereikt konden worden als er een einde kwam aan de gruwelijkheden die de lokale bevolking moest ondergaan. Deze maatregelen van Ronquillo werden echter genegeerd. 
Op 10 maart 1583 overleed Ronquillo. Hij werd opgevolgd door zijn neef Diego Ronquillo, die in een brief aan de Spaanse koning aangaf dat Ronquillo overleden was als gevolg van het verdriet, dat hij ondervond na de door hem, in opdracht van de koning, uitgevoerde residencia (onderzoek) van zijn voorganger Francisco de Sande.. Tijdens de begrafenismis voor de overleden Ronquillo viel een van de kaarsen op de Katafalk. De brand die ontstond was catastrofaal en verwoestte een groot deel van de stad Manilla, waaronder de houten kathedraal, de woning van de bisschop en het handelswaar dat klaar lag om naar Nieuw-Spanje te worden verscheept met het eerstvolgende Manillagaljoen.